# Arte (Manga)
Arte (japanisch アルテ, Arute) ist eine Mangaserie von Kei Ohkubo, die von 2013 bis 2025 in Japan erschien. Die Geschichte erzählt von einer jungen Künstlerin im Florenz des 16. Jahrhunderts. Sie wurde 2020 als Animeserie adaptiert.

## Inhalt
Im Florenz des 16. Jahrhunderts wächst das Mädchen Arte in der wohlhabenden Familie Spalletti auf. Ihre Begeisterung für Kunst und besonders Malerei wurde von ihrem Vater immer gefördert. Doch nach dessen Tod will ihre Mutter Arte auf die Rolle einer Ehefrau vorbereiten. Durch den Tod des Mannes steht die Familie nun schlechter da und Arte soll dennoch einen Ehemann bekommen, der ihr ein gutes Leben garantieren kann. Sie lehnt das ab und zieht kurzerhand los, um bei einem der vielen Künstler in der Stadt in die Lehre zu gehen. Aber alle lehnen sie ab, weil sie eine Frau ist. Erst Leo, der ganz allein arbeitet, akzeptiert Arte schließlich, nachdem sie eine unmöglich scheinende Zahl an Malgründen für ihn vorbereitet. Er stellt ihr auch weiterhin schwere körperliche Aufgaben, lässt sie nötige handwerkliche Arbeiten selbst erledigen und nimmt dabei – anders als die anderen Männer – keine Rücksicht darauf, dass sie eine Frau ist. Arte findet daran Gefallen und wird motiviert. Die Bevorzugung oder Ablehnung durch andere Männer findet sie immer herabwürdigend. So geht es ihr auch mit dem jungen Künstler Angelo, der ihr aus Höflichkeit alles abnehmen will.
Bei ihrer Arbeit lernt Arte die Kurtisane Veronica kennen, die Leo häufiger beauftragt. Veronica findet das Mädchen sympathisch und wünscht, dass sie das nächste Gemälde anfertigt, sodass Arte zu ihrem ersten Auftrag kommt. Sie ist beeindruckt von der selbstbewussten jungen Frau und freundet sich mit ihr an. Doch als Arte von Veronicas rücksichtslosen Umgang mit ihren Freiern erfährt, hält sie ihre Ablehnung nicht zurück. Arte erfährt, dass dies Veronicas Weg zum Erhalt ihrer Selbstständigkeit als Frau ist. Die Freundschaft bleibt bestehen, auch wenn Arte diesen Weg weiterhin ablehnt.

## Veröffentlichung
Der Manga erschien von Oktober 2013 bis April 2025 im Magazin Gekkan Comic Zenon beim Verlag Tokuma Shoten. Der brachte die Kapitel auch gesammelt in bisher 20 Bänden heraus. Der siebte Band schaffte es 2017 mit über 18.000 verkauften Exemplaren in der ersten Woche nach Veröffentlichung in die Manga-Charts.
Eine deutsche Übersetzung der Serie wird seit Juni 2020 in bisher 19 Bänden von Carlsen Manga veröffentlicht (Stand Juni 2025). Bei Mangamo und Media Do erscheint eine englische Fassung, bei Arechi Manga eine spanische und bei Planet Manga eine italienische.

## Animeserie
Beim Studio Seven Arcs entstand eine Adaption des Mangas als Animeserie mit 12 Folgen. Regie führte Takayuki Hamana. Hauptautorin war Reiko Yoshida, neben der auch Takaaki Suzuki die Drehbücher der einzelnen Folgen schrieb. Das Charakterdesign stammt von Chieko Miyakawa und die künstlerische Leitung lag bei Scott MacDonald.
Die je 25 Minuten langen Folgen wurden vom 4. April bis 20. Juni 2020 von den Sendern Tokyo MX, BS Fuji und Yomiuri TV ausgestrahlt. Die Plattform Wakanim veröffentlichte den Anime unter anderem mit deutschen, französischen, englischen und russischen Untertiteln. Auch Funimation Entertainment veröffentlichte für sein Lizenzgebiet eine englisch untertitelte Fassung, Yamato Video brachte eine italienische auf YouTube heraus.

### Synchronisation
| Rolle    | japanischer Sprecher (Seiyū) |
| -------- | ---------------------------- |
| Arte     | Mikako Komatsu               |
| Leo      | Katsuyuki Konishi            |
| Angelo   | Junya Enoki                  |
| Veronica | Sayaka Ohara                 |

### Musik
Die Musik der Serie wurde komponiert von Gorō Itō. Das Vorspannlied ist Clover von Maaya Sakamoto und der Abspann wurde unterlegt mit Hare Moyō von Kiyono Yasuno.

## Rezeption
In ihrer Kritik im Tagesspiegel beschreibt Julia Frese die Geschichte von Arte als realitätsfern und vorhersehbar, dabei jedoch angereichert mit eingestreuten historischen Fakten und bemüht um Authentizität. Die Zeichnungen seien in der Tradition der Renaissance-Malerei gehalten und zeigten die Welt der Serie in vielen Details. Das Ambiente und die damit erzeugte dichte Erzählatmosphäre machten die Geschichte dabei fast zur Nebensache, es sei jedoch unklar ob das als Grund zum Lesen über viele Bände trage.